# Centaurea jacea
Il fiordaliso stoppione (nome scientifico Centaurea jacea L., 1753) è una pianta erbacea, perenne, angiosperma dicotiledone, appartenente alla famiglia delle Asteraceae.

## Etimologia
Il nome generico (Centaurea) deriva dal Centauro Chirone. Nella mitologia greca si racconta che Chirone, ferito ad un piede, guarì medicandosi con una pianta di fiordaliso. L'epiteto specifico di questa pianta ( jacea ) deriva dal vocabolo greco ”yakinthus” (= Giacinto) e si riferisce al colore della corolla simile a quella dei giacinti.

Il binomio scientifico della pianta di questa voce è stato proposto da Carl von Linné (1707 – 1778) biologo e scrittore svedese, considerato il padre della moderna classificazione scientifica degli organismi viventi, nella pubblicazione “Species Plantarum” del 1753.

## Descrizione

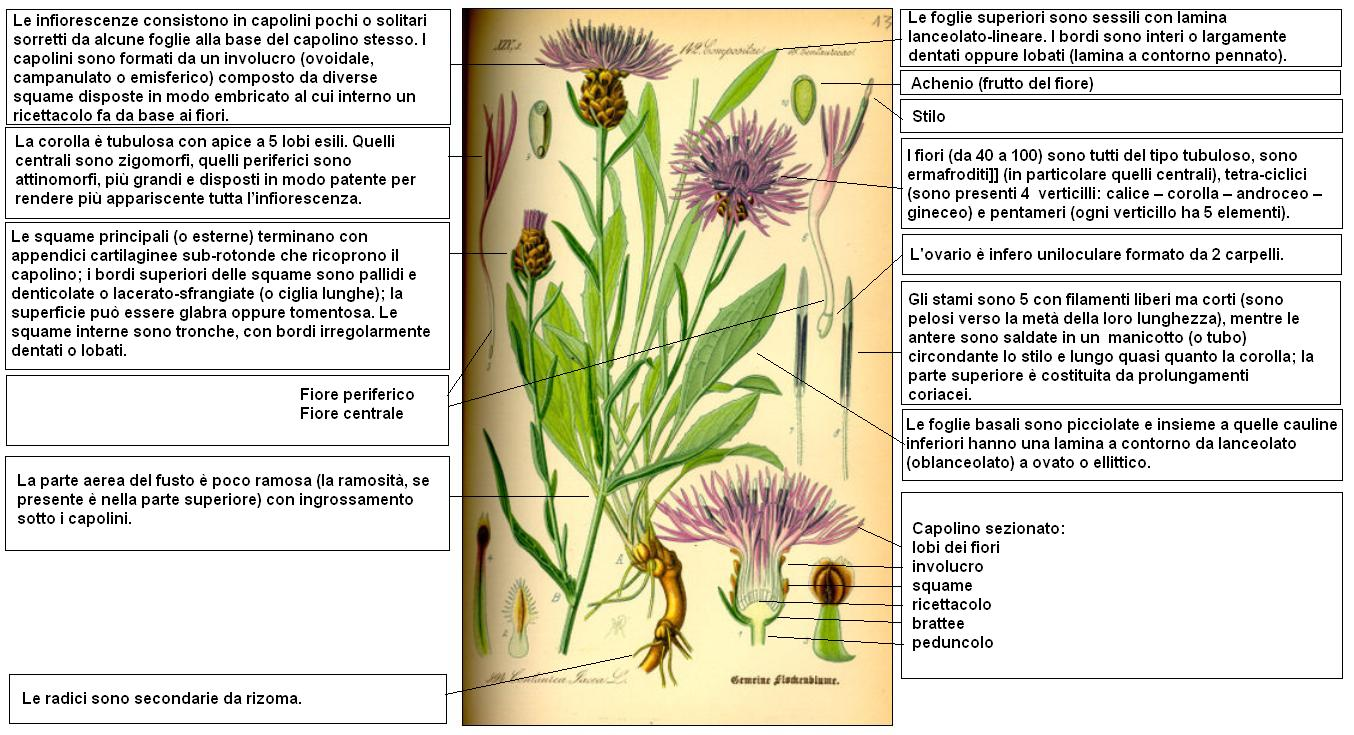
Descrizione delle parti della pianta

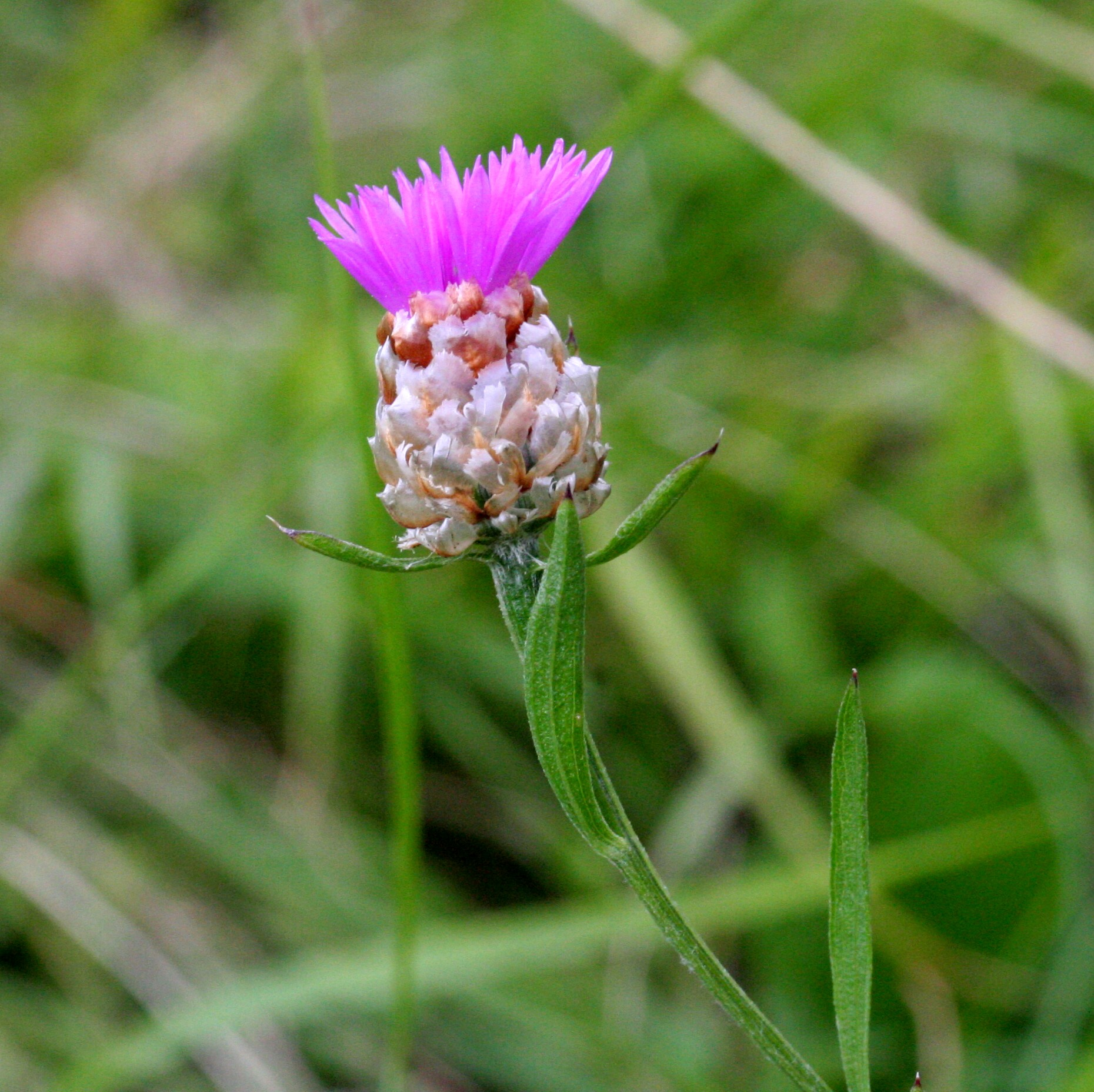
Il portamento
Località: Cesa, Limana (BL), 330 m s.l.m. - 13/07/2008

La seguente descrizione è relativa alla specie  Centaurea jacea  s.l.; per i dettagli delle varie sottospecie vedere più avanti.
L'altezza di queste piante varia da 5 a 12 dm (massimo 15 dm). La forma biologica è emicriptofita scaposa (H scap), ossia sono piante perenni, con gemme svernanti al livello del suolo e protette dalla lettiera o dalla neve, dotate di un asse fiorale eretto e spesso privo di (o con poche) foglie. Queste piante possono presentarsi con un habitus più o meno glabro, oppure tomentoso oppure sono cosparse di peli setolosi.

### Radici
Le radici sono secondarie da rizoma.

### Fusto
- Parte ipogea: la parte sotterranea (quasi assente) è un rizoma (o fittone in alcune sottospecie).
- Parte epigea: la parte aerea del fusto è poco ramosa (la ramosità, se presente è nella parte superiore); i fusti sono inoltre scabri con ingrossamento sotto i capolini.

### Foglie
Le foglie si distinguono in basali e cauline. Quelle basali sono picciolate e insieme a quelle cauline inferiori hanno una lamina a contorno da lanceolato (oblanceolato) a ovato o ellittico; quelle superiori sono sessili con lamina lanceolato-lineare. I bordi sono interi o largamente dentati oppure lobati (lamina a contorno pennato). La superficie delle foglie è verde, pubescente o scabra. Dimensioni medie delle foglie: 5 – 25 cm.

### Infiorescenza

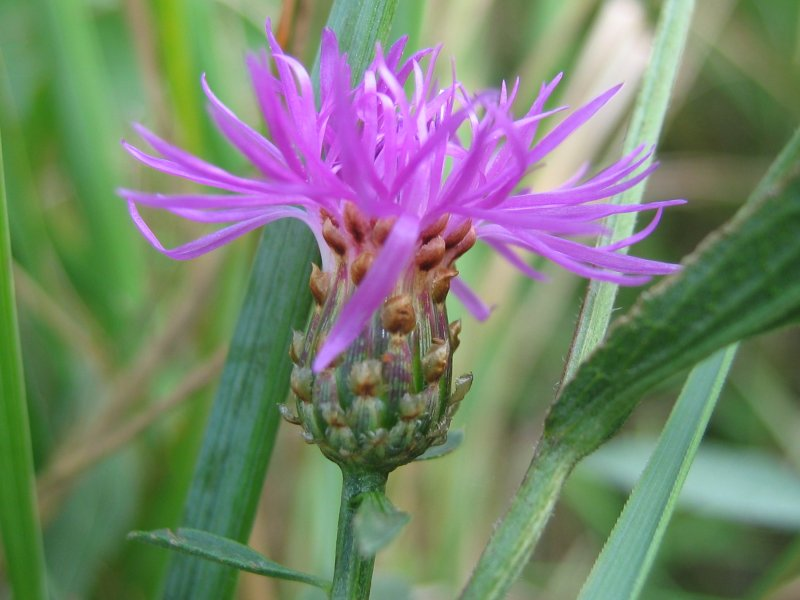
Il capolino

Le infiorescenze consistono in capolini pochi (in corimbi) o solitari sorretti da alcune foglie alla base del capolino stesso (brattee). I capolini sono formati da un involucro (ellissoide con un diametro di 12 – 15 mm) composto da diverse squame disposte in modo embricato al cui interno un ricettacolo fa da base ai fiori. Le squame principali (o esterne) terminano con appendici cartilaginee sub-rotonde (o orbicolari) che ricoprono le brattee più interne; i bordi superiori delle squame sono da scure a bruno chiare, scariose, intere o denticolate o lacerate. Il ricettacolo, provvisto di pagliette a protezione della base dei fiori, può essere rivestito di pula (come il chicco del grano o del riso), oppure può essere setoloso, raramente è nudo (senza pagliette).

### Fiore

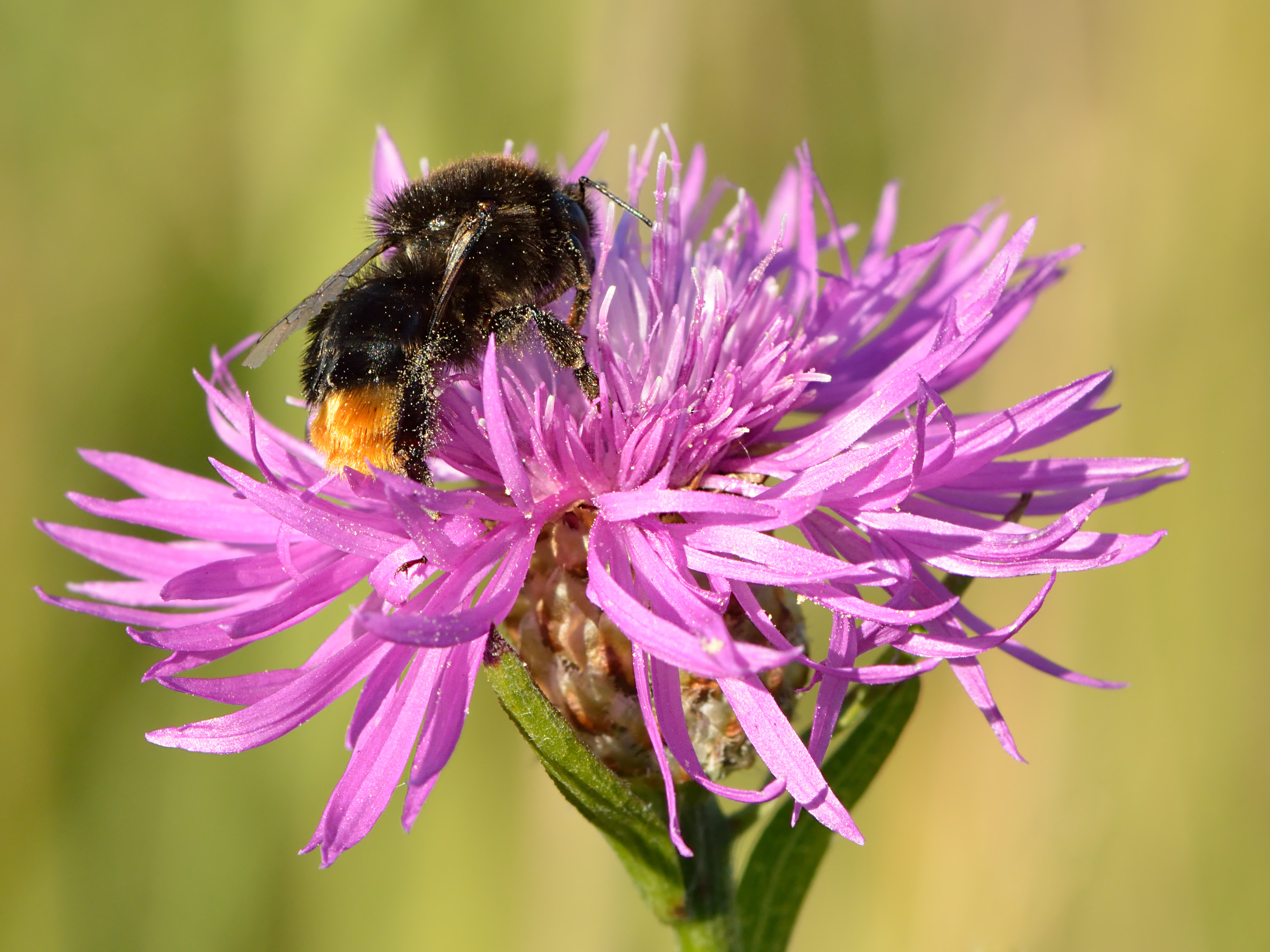

I fiori (da 40 a 100) sono tutti del tipo tubuloso (il tipo ligulato, i fiori del raggio, presente nella maggioranza delle Asteraceae,  qui è assente), sono ermafroditi (in particolare quelli centrali), tetra-ciclici (sono presenti 4 verticilli: calice – corolla – androceo – gineceo) e pentameri (ogni verticillo ha 5 elementi). I fiori centrali sono zigomorfi e sono ermafroditi, quelli periferici sono attinomorfi, sterili, più grandi e disposti in modo patente (quasi radiante) per rendere più appariscente tutta l'infiorescenza..
- Formula fiorale:

- /x K {\displaystyle \infty }, [C (5), A (5)], G 2 (infero), achenio

- Calice: i sepali del Calice sono ridotti ad una coroncina di squame.
- Corolla: la corolla è tubulosa con apice a 5 lobi esili. Il colore della corolla è purpureo (raramente può essere bianco). Dimensione dei fiori fertili: 15 – 18 mm.
- Androceo: gli stami sono 5 con filamenti liberi ma corti (sono pelosi verso la metà della loro lunghezza), mentre le antere sono saldate in un manicotto (o tubo) circondante lo stilo e lungo quasi quanto la corolla; la parte superiore è costituita da prolungamenti coriacei.[15] I filamenti delle antere sono provvisti di movimenti sensitivi attivati da uno stimolo tattile qualsiasi (come ad esempio un insetto pronubo) in modo da far liberare dalle antere il polline. Contemporaneamente anche lo stilo si raddrizza per ricevere meglio il polline.[3]
- Gineceo: gli stigmi dello stilo sono due divergenti; l'ovario è infero uniloculare formato da 2 carpelli.[15]

### Frutti
I frutti sono degli acheni finemente setolosi di colore da grigio chiaro a brunastro con pappo generalmente nullo o al massimo lungo 1/8 dell'achenio. Dimensione dell'achenio: 2,5 – 3 mm.

## Biologia
- Impollinazione: l'impollinazione avviene tramite insetti (impollinazione entomogama).
- Riproduzione: la fecondazione avviene fondamentalmente tramite l'impollinazione dei fiori (vedi sopra).
- Dispersione: i semi cadendo a terra (dopo essere stati trasportati per alcuni metri dal vento per merito del pappo se è presente – disseminazione anemocora) sono successivamente dispersi soprattutto da insetti tipo formiche (disseminazione mirmecoria).

## Tassonomia
La famiglia di appartenenza di questa voce (Asteraceae o Compositae, nomen conservandum) probabilmente originaria del Sud America, è la più numerosa del mondo vegetale, comprende oltre 23.000 specie distribuite su 1.535 generi, oppure 22.750 specie e 1.530 generi secondo altre fonti (una delle checklist più aggiornata elenca fino a 1.679 generi). La famiglia attualmente (2021) è divisa in 16 sottofamiglie.
La tribù Cardueae (della sottofamiglia Carduoideae) a sua volta è suddivisa in 12 sottotribù (la sottotribù Centaureinae è una di queste).
Il genere Centaurea elenca oltre 700 specie distribuite in tutto il mondo, delle quali un centinaio sono presenti spontaneamente sul territorio italiano.

### Filogenesi
La classificazione della sottotribù rimane ancora problematica e piena di incertezze. Il genere di questa voce è inserito nel gruppo tassonomico informale Centaurea Group formato dal solo genere Centaurea. La posizione filogenetica di questo gruppo nell'ambito della sottotribù è definita come il "core" della sottotribù; ossia è stato l'ultimo gruppo a divergere intorno ai 10 milioni di anni fa.
La  C. jacea  è a capo della Serie polimorfa di C. jacea . I caratteri distintivi di questo gruppo sono:
- le foglie di queste piante di norma sono intere con lamina a contorno ovato, lanceolato o lineare e colorazione verde;
- la pubescenza in generale è scarsa (da galbre a pubescenti o ragnatelose);
- i capolini sono grossi (da 2 a 4 cm di diametro);
- la forma dell'involucro è da cilindrico a ovoide (diametro di 7 – 14 mm);
- l'appendice delle squame è molto sviluppata con una evidente strozzatura tra l'appendice e la parte basale; la forma dell'appendice è varia: più o meno intera, piana, concava, lacerata o denticolata;
- il colore dei fiori è roseo, rosso, rosso-aranciato o purpureo; in genere gli estremi sono raggianti;
- la lunghezza degli acheni è di 2,5 – 3 mm con pappo assente o molto ridotto.

A questo gruppo appartengono due specie (e varie sottospecie):
- Centaurea jacea L. - Fiordaliso stoppione: le appendici delle brattee sono sempre più o meno intere (o lacerate o denticolate).
- Centaurea nigrescens Willd. - Fiordaliso nerastro: le appendici delle brattee sono fimbriate.

Il numero cromosomico di Centaurea jacea  è: 2n = 22, 44.

### Variabilità
In figura a fianco sono indicate le differenze tra le varie sottospecie nella forma delle foglie e delle squame.
La circoscrizione di questo gruppo è molto controversa,  diversi taxa sono passati da specie a sottospecie e viceversa e i grovigli della nomenclatura sono scoraggianti. Sono specie molto polimorfe, tra loro facilmente ibridabili (tutte più o meno interfertili); spesso la loro riproduzione è apodittica o fecondazione con gameti non ridotti per cui si hanno frequenti fenomeni di poliploidizzazione (sono stati rilevati fino a 18 citotipi diploidi all'interno di questo complesso). All'incontrario varie stirpi si presentano ben separate ecologicamente complicando non poco la loro tassonomia. Ad esempio alcuni studiosi inglesi hanno scelto, per comodità, di raggruppare le piante inglesi in tre specie (Centaurea jacea, C. nigra e C. nemoralis ) e considerare tutti gli altri taxa come ibridi interspecifici.
Pignatti, anche se nella Flora d'Italia prima edizione ha favorito una trattazione a livello di specie, attualmente c'è la tendenza a raggruppare le varie entità in sottospecie.

#### Visione sinottica delle sottospecie

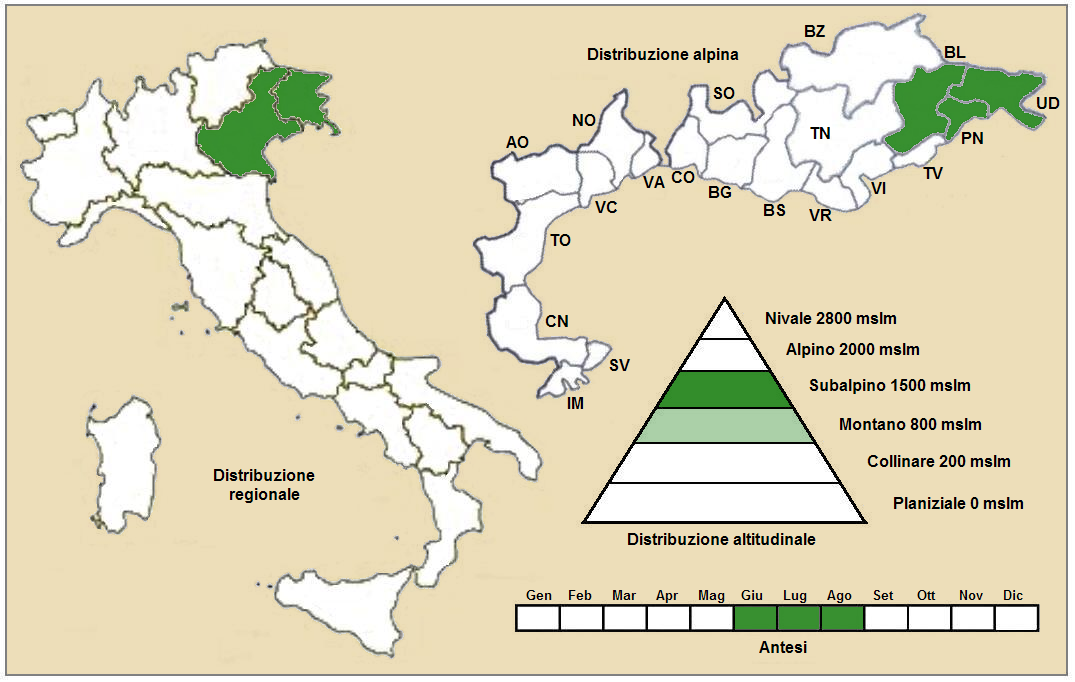
Distribuzione della sottospecie julica
(Distribuzione regionale – Distribuzione alpina)

Per meglio comprendere ed individuare le varie sottospecie di  C. jacea ,  l'elenco seguente utilizza il sistema delle chiavi analitiche. Vengono elencate solamente le caratteristiche utili a distinguere una varietà dall'altra.
- 1A: la dimensione delle foglie decresce regolarmente verso l'infiorescenza, quelle superiori sono lunghe 3 – 5 cm e superano il capolino; il diametro dell'involucro è di 18 – 22 mm; le appendici delle squame sono larghe 7 – 10 mm;

Centaurea jacea subsp.  julica   (Hayek) Greuter, 2003 .
- Basionimo: Centaurea jacea var.  julica   Hayek, 1919.
- Descrizione: l'altezza della pianta varia da 30 a 60 cm; l'infiorescenza ha un diametro di 40 – 50 cm.
- Antesi: da luglio a agosto.
- Geoelemento: il tipo corologico (area di origine) è Illirico.
- Distribuzione: in Italia è presente nel Veneto e Friuli-Venezia Giulia; è considerata sottospecie rara; oltreconfine si trova solamente in Slovenia;
- Habitat: l'habitat tipico per queste piante sono i pascoli e i prati subalpini (seslerieti); il substrato preferito è calcareo con pH neutro, bassi valori nutrizionali del terreno che deve essere arido;
- Distribuzione altitudinale: sui rilievi queste piante si possono trovare fino a 1.200 - 1.800 m s.l.m.; questa sottospecie frequenta il piano vegetazionale subalpino e in parte quello montano;
- Fitosociologia alpina: dal punto di vista fitosociologico alpino la pianta di questa voce appartiene alla seguente comunità vegetale
Formazione: delle comunità delle praterie rase dei piani subalpino e alpino con dominanza di emicriptofite
Classe: Elynio-Seslerietea variae
Ordine: Seslerietea variae
Alleanza: Seslerion variae
Associazione: Caricenion austroalpinae
- Fitosociologia italiana: per l'areale completo italiano Centaurea jacea appartiene alla seguente comunità vegetale:
Macrotipologia: vegetazione sopraforestale criofila e dei suoli crioturbati.
Classe: Festuco-Seslerietea Barbéro-Bonin, 1969
Ordine: Seslerietalia caeruleae Br.-Bl. in Br.-Bl. & Jenny, 1926
Alleanza: Caricion austroalpinae Sutter, 1962
Suballeanza: Ranunculenion hybridi Poldini & Feoli Chiapella in Feoli Chiapella & Poldini, 1994
Descrizione. L'alleanza Ranunculenion hybridi è relativa alle praterie emicriptofitiche (spesso dominate da Sesleria caerulea e Carex sempervirens) che si sviluppano su suoli calcareo-dolomitici nelle fasce subalpina e alpina (da 1.600 a 2.250 m di quota) del versante sud-orientale delle Alpi. La suballeanza è endemica della zona alpina sudorientale, da Monte Baldo fino alle Alpi Giulie e alle Caravanche.
- 1B: la dimensione delle foglie decresce bruscamente verso l'infiorescenza, le foglie superiori sono 2 – 3 cm più corte del capolino (raramente lo sorpassano); il diametro dell'involucro è di 9 – 20 mm; le appendici delle squame sono larghe 4 – 8 mm;

- 2A: le appendici delle brattee dell'involucro (con una forma concava) sono larghe 5 – 8 mm e altrettanto lunghe; il colore dei fiori è roseo-aranciato; sia il fusto che le foglie possono essere ricoperte da un tomento ragnateloso;

- 3A: il fusto di queste piante è molto ramoso; il margine delle foglie è scabro a causa della presenza di peli uncinati lunghi 0,1 mm e più; il centro dell'appendice delle brattee è rugginoso;

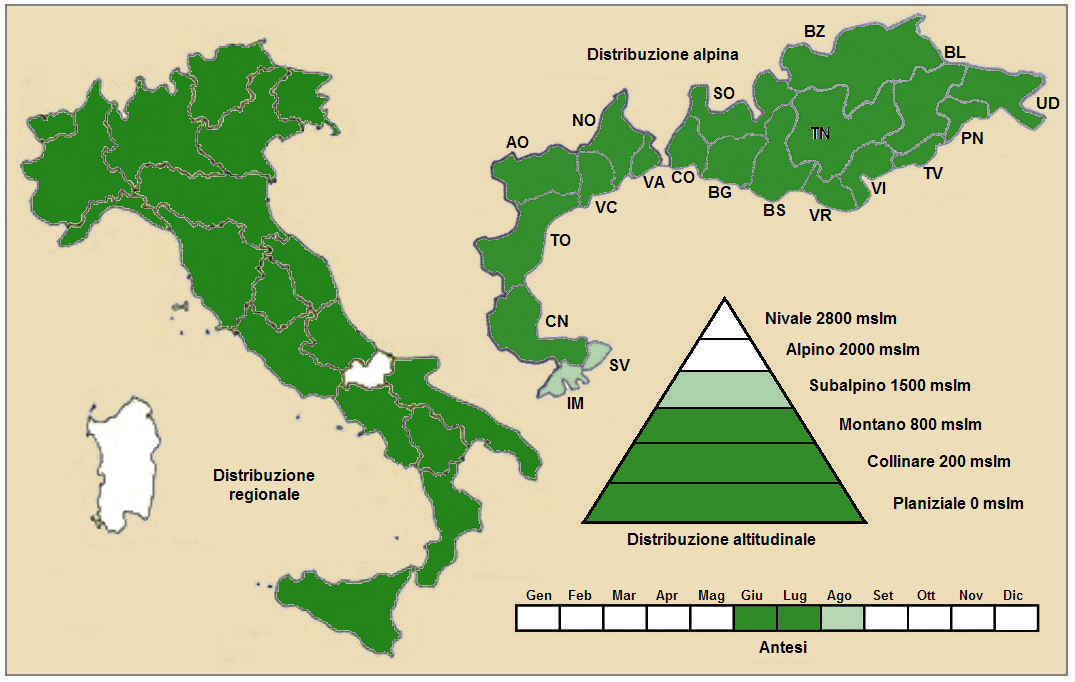
Distribuzione della sottospecie gaudinii
(Distribuzione regionale – Distribuzione alpina)

Centaurea jacea subsp. weldeniana   (Rchb.) Greuter, 2003 .
- Nome comune: fiordaliso di Welden.
- Descrizione: l'altezza della pianta varia da 3 a 5 dm; la ramificazione del fusto è scarsa; la lamina delle foglie inferiori ha un contorno lanceolato-lineare (larghezza 1 – 2 cm; lunghezza 9 cm), sui brodi sono presenti alcuni sparsi dentelli patenti; le foglie superiori sono lineari (larghezza 3 – 5 mm; lunghezza 25 – 55 mm); la superficie delle foglie è grigio-tomentosa (quelle superiori sono più bianco-lanose); l'infiorescenza si compone capolini posizionati all'ascella di 3 - 4 foglie bratteali; la forma dell'involucro è ovata (10 x 13 mm) ed è completamente coperto dalla appendici delle squame; la forma delle appendici delle squame è concava a contorno sub-rotondo (6 x 5 mm), il colore è bruno-chiaro con chiazze scure al centro; i bordi sono interi o lacerati; il colore della corolla è rosso-vinoso; il colore degli acheni è grigio-bruno.
- Antesi: da giugno a luglio.
- Geoelemento: il tipo corologico (area di origine) è Illirico.
- Distribuzione in Italia: è presente all'estremo Nord-Est; non è considerata sottospecie rara; nel resto dell'Europa si trova in Grecia e nella ex-Jugoslavia.
- Habitat: l'habitat tipico per questa sottospecie sono le boscaglie e i prati aridi.
- Distribuzione altitudinale: sui rilievi queste piante si trovano fino a 400 m s.l.m..
- Numero cromosomico: 2n = 44.
- 3B: la ramificazione di queste piante è presente solamente nella parte superiore; il margine delle foglie è liscio o cosparso da papille ottuse di 0,1 mm o meno; l'appendice delle brattee è pallida o biancastra;

Centaurea jacea subsp.  gaudinii   (Boiss. & Reut.) Gremli, 1874 .
- Basionimo: Centaurea gaudinii  Boiss. & Reut., 1856.
- Nome comune: fiordaliso bratteato.
- Descrizione: l'altezza della pianta varia da 3 a 6 dm; il fusto non è molto ramificato; la forma della lamina fogliare è ovato-lanceolata, le superiori sono più strettamente lanceolate e quelle in prossimità dell'infiorescenza avvolgono il capolino; il diametro dell'infiorescenza va da 30 a 45 mm; il diametro dell'involucro è di 12 – 20 mm completamente ricoperto dalla appendici delle squame; le appendici delle squame hanno un contorno ovato-subrotondo (6 – 8 mm) intero o raramente lacerato; il colore è chiaro (più scure al centro); la forma è concava; il colore della corolla è rosso-aranciato; il colore degli acheni è grigio-pallido.
- Antesi: da giugno a luglio (agosto).
- Geoelemento: il tipo corologico (area di origine) è Orofita - Sud Est Europeo.
- Distribuzione: in Italia è presente su tutta la penisola e isole (Sardegna esclusa); è una specie comune; oltreconfine nelle Alpi si trova in Svizzera (cantoni Ticino e Grigioni) e in Austria (Länder del Tirolo Orientale e Carinzia); al di fuori dell'Europa si trova nell'Africa mediterranea occidentale.
- Habitat: l'habitat tipico per questa sottospecie sono i cespuglietti, le boscaglie aride e i prati e pascoli aridi; ma anche i margini erbacei ai brodi dei boschi, lande, popolamenti a lavanda, arbusteti meso-termofili, pinete, gineprai, carpineti, betuleti, querceti e castagneti; il substrato preferito è calcareo/siliceo ma anche siliceo con pH neutro, bassi valori nutrizionali del terreno che deve essere arido.
- Distribuzione altitudinale: sui rilievi queste piante si trovano fino a 1.500 m s.l.m.; frequentano il piano vegetazionale collinare e montano e in parte quello subalpino (oltre a quello planiziale).
- Fitosociologia alpina: dal punto di vista fitosociologico alpino la pianta di questa voce appartiene alla seguente comunità vegetale
Formazione: delle comunità a emicriptofite e camefite delle praterie rase magre secche
Classe: Festuco-Brometea
Ordine: Festucetalia valesiacae 
Alleanza: Diplachnion
- Fitosociologia italiana: per l'areale completo italiano la sottospecie condensatus appartiene alla seguente comunità vegetale:
Macrotipologia: vegetazione delle praterie
Classe: Festuco valesiacae-Brometea erecti Br.-Bl. & Tüxen ex Br.-Bl., 1949
Ordine: Festucetalia valesiacae Br.-Bl. & Tüxen ex Br.-Bl., 1949
Alleanza: Diplachnion serotinae Br.-Bl., 1961
Descrizione. L'alleanza Diplachnion serotinae è relativa alle praterie calcicole e xerofile che si sviluppano nelle valli interne del versante meridionale delle Alpi. Questa cenosi, particolarmente ricca di specie sub-mediterranee, è distribuita in Italia ed in zone molto limitate della Svizzera.
- Numero cromosomico: 2n = 22.
- 2B: le appendici delle squame sono strette (4 – 5 mm), un po' più lunghe che larghe, la forma è debolmente concava; il colore dei fiori è roseo o purpureo; i fusti e le foglie sono glabri o sparsamente pelosi;

- 4A: i rami del fusto sono brevi; la forma delle foglie inferiori è da lanceolata a ovata, mentre le superiori sono lanceolate o più strette; il colore dei fiori è purpureo;

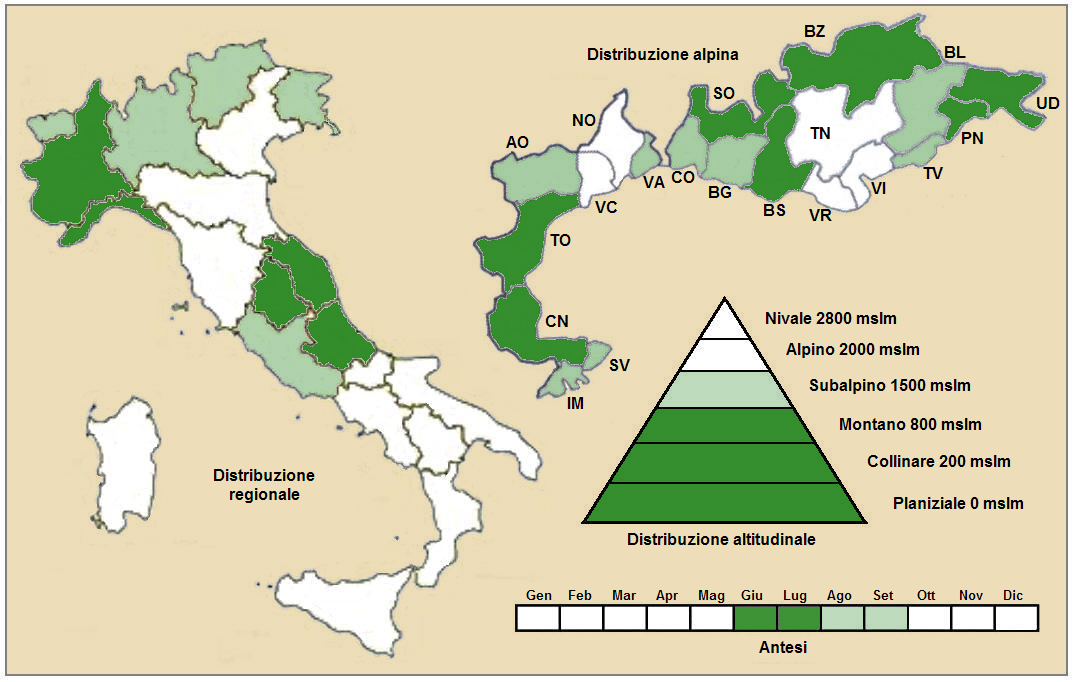
Distribuzione della sottospecie jaceae
(Distribuzione regionale – Distribuzione alpina)

Centaurea jacea subsp.  jacea 
- Nome comune: Fiordaliso stoppione - Erba amara – Centaurea jacea.
- Descrizione: l'altezza della pianta varia da 30 a 80 cm; il diametro del capolino è di 25 – 55 mm.
- Antesi: da giugno a luglio (settembre).
- Geoelemento: il tipo corologico (area di origine) è Eurasiatico.
- Distribuzione: in Italia questa sottospecie si trova solamente al Nord e al Centro; nelle Alpi è comune ovunque; oltreconfine, sempre nelle Alpi, si trova in Francia (dipartimenti di Alpes-de-Haute-Provence, Hautes-Alpes, Alpes-Maritimes, Savoia e Alta Savoia), in Svizzera si trova in tutti i cantoni, in Austria è pure presente ovunque, come in Slovenia; sugli altri rilievi europei si trova nei Vosgi, Massiccio del Giura, Massiccio Centrale, Pirenei e Carpazi;
- Habitat: l'habitat tipico per queste piante sono i cespuglietti, le pinete e le boscaglie aride; ma anche i prati e pascoli mesofili e igrofili, i margini erbacei e arbusteti meso-termofili; il substrato preferito è calcareo ma anche siliceo con pH neutro, medi valori nutrizionali del terreno che deve essere mediamente umido;
- Distribuzione altitudinale: sui rilievi queste piante si possono trovare fino a 1.000 m s.l.m.; frequentano il piano vegetazionale collinare e montano e in parte quello subalpino (oltre a quello planiziale);
- Fitosociologia alpina: dal punto di vista fitosociologico alpino Centaurea jacea appartiene alla seguente comunità vegetale:
Formazione: delle comunità delle macro- e megaforbie terrestri.
Classe Molinio-Arrhenathereta.
- Fitosociologia italiana: per l'areale completo italiano Centaurea jacea appartiene alla seguente comunità vegetale:
Macrotipologia: vegetazione erbacea sinantropica, ruderale e megaforbieti.
Classe: Trifolio medii-Geranietea sanguinei Müller, 1962
Ordine: Origanetalia vulgaris Müller 1962
Alleanza: Trifolion medii Müller, 1961
Descrizione. L'alleanza Trifolion medii è relativa agli orli pre-forestali mesofili a matrice marnosa, calcarea ed arenacea che si sviluppano su suoli ricchi e profondi. La distribuzione di questa cenosi è centro-europea e in Italia si estende dalle Alpi all’Appennino centro-settentrionale.
- Numero cromosomico: 2n = 22.
- 4B: i rami del fusto sono allungati; la forma delle foglie inferiori è lanceolata, mentre le superiori sono lineari; il colore dei fiori è roseo;

- 5A: le foglie superiori sono al massimo 10 volte più lunghe che larghe; la pianta in genere non è arrossata;

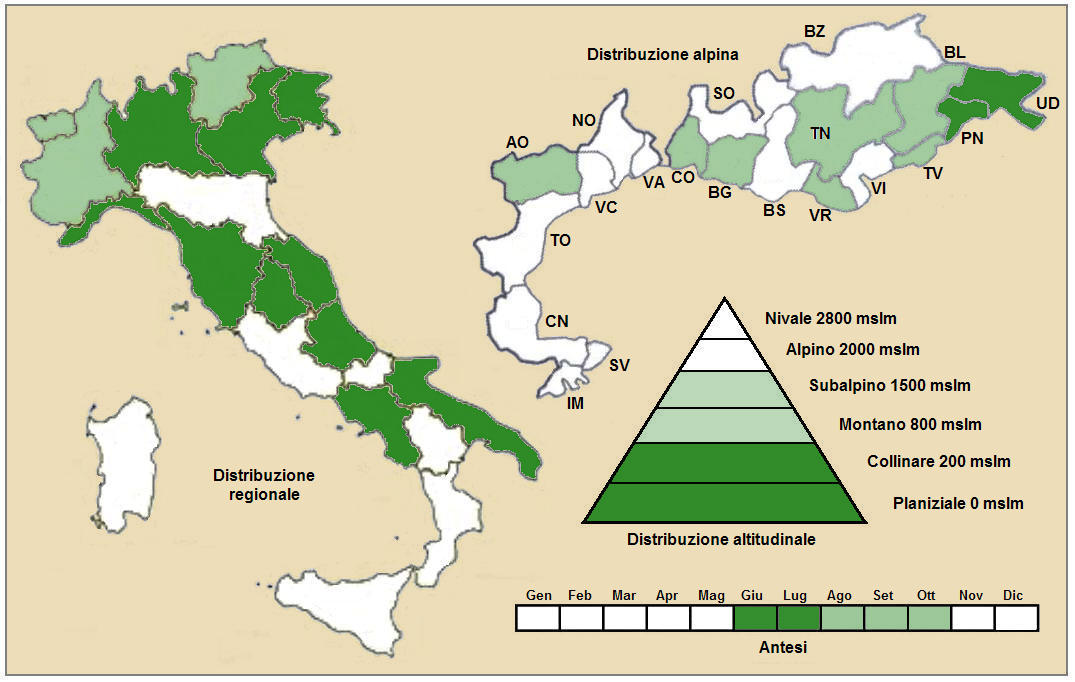
Distribuzione della sottospecie angustifolia
(Distribuzione regionale – Distribuzione alpina)

Centaurea jacea subsp. angustifolia  (DC.) Gremli, 1874 .
- Nome comune: fiordaliso ungherese.
- Descrizione: l'altezza della pianta varia da 3 a 110 dm; il fusto è ampiamente ramoso; le foglie inferiori sono lanceolato-lineari (larghezza 1 – 2 cm; lunghezza 9 cm), quelle superiori sono lineari (larghezza 3 – 5 mm; lunghezza 25 – 55 mm); i bordi sono dentellati; la superficie è grigio- tomentosa; i capolini sono disposti tra 3 - 4 brevi foglie bratteali; il diametro dell'infiorescenza è tra 25 e 45 mm; la forma dell'involucro è ovata (10 x 13 mm) ricoperto dalle appendici delle squame; le appendici delle squame sono scure (nerastre) con i bordi lacerati; la forma dell'appendice è sub-rotonda (larghezza 6 mm; lunghezza 5 mm); il colore della corolla è rosso-vinoso; il colore dei frutti acheni è grigio-bruno.
- Antesi: da giugno a luglio (ottobre).
- Geoelemento: il tipo corologico (area di origine) è Sud-Europeo / Sud-Siberiano.
- Distribuzione: in Italia si trova al Nord e in alcune regioni del Centro e del Sud; oltreconfine, sempre nelle Alpi, si trova in Francia (dipartimenti di Alpes-de-Haute-Provence, Hautes-Alpes, Alpes-Maritimes, Savoia e Alta Savoia), in Svizzera (cantoni Berna, Vallese, e Grigioni), in Austria (Länder del Tirolo Settentrionale e Austria Inferiore) e in Slovenia. Sugli altri rilievi europei si trova nel Massiccio del Giura, mentre nel resto dell'Europa si trova nella Penisola Balcanica e nell'Europa Centrale.
- Habitat: l'habitat tipico per questa sottospecie sono le brughiere, gli incolti aridi; ma anche presso gli ambienti ruderali, aree abbandonate, scarpate, praterie rase e pascoli aridi, luoghi pietrosi, margini dei boschi e arbusteti meso-termofili; il substrato preferito è calcareo ma anche siliceo con pH neutro, bassi valori nutrizionali del terreno che deve essere mediamente umido.
- Distribuzione altitudinale: sui rilievi queste piante si trovano fino a 800 m s.l.m.; frequentano quindi il piano vegetazionale collinare, in parte quello montano e in parte quello subalpino (oltre a quello planiziale).
- Fitosociologia alpina: dal punto di vista fitosociologico alpino la pianta di questa voce appartiene alla seguente comunità vegetale
Formazione: delle comunità a emicriptofite e camefite delle praterie rase magre secche
Classe: Festuco-Brometea
Ordine: Brometalia erecti
Alleanza: Mesobromion
- Fitosociologia italiana: per l'areale completo italiano Centaurea jacea appartiene alla seguente comunità vegetale:
Macrotipologia: vegetazione delle praterie.
Classe: Festuco valesiacae-brometea erecti Br.-Bl. & Tüxen ex Br.-Bl., 1949
Ordine: Scorzonero villosae-Chrysopogonetalia grylli Horvatic & Horvat in Horvatic, 1963
Alleanza: Scorzonerion villosae Horvatic, 1963
Descrizione: l'alleanza Scorzonerion villosae è relativa a praterie mesoxerofile dell'areale illirico-dinarico che si sviluppano su suoli decalcificati e subacidi, poco profondi e mediamente umidi dal piano planiziale a quello collinare. I macrobioclimi interessati sono quello mediterraneo e temperato. L'alleanza si colloca (distribuzione) in un’area di transizione tra il Bacino Mediterraneo, i monti dinarici e l’Europa centrale. In Italia si localizza nella subprovincia illirico-dinarica dove si mescolano elementi illirici e alpini. Le cenosi di questa alleanza se non sono soggette a sfalci o pascolo non intensivo possono progressivamente incespugliarsi.
- Numero cromosomico: 2n = 22.
- 5B: le foglie superiori sono da 10 a 20 volte più lunghe che larghe; sia il fusto che le foglie sono colorate di violetto;

Centaurea jacea subsp.  forojulensis  (Poldini) Gremli .
- Nome comune: centaurea friulana.
- Descrizione: l'altezza della pianta varia da 5 a 9 dm; le radici sono carnose tipo fittone; il fusto è eretto e ramificato nella metà superiore; il colore è violaceo; la lamina delle foglie inferiori ha una forma lanceolato-lineare, le superiori sono strettamente lineari (larghezza 1,5 - 2,5 mm; lunghezza 20 – 30 mm); la superficie è percorsa da fitte vescicole ghiandolari; il portamento è un po' falcato (ricurvo come una falce); la riduzione delle dimensioni delle foglie probabilmente è un adattamento agli ambienti aridi e carenti di nutrienti dei suoli torbosi; il diametro dell'involucro è di 12 mm; le appendici delle squame sono nerastre con i bordi fimbriati; la forma dell'appendice è sub-rotonda (larghezza 6 mm; lunghezza 5 mm);  il colore della corolla è purpureo; il colore degli acheni è pallido con ilo (punto di simmetria) nerastro.
- Antesi: da luglio a ottobre.
- Geoelemento: il tipo corologico (area di origine) è Endemico.
- Distribuzione in Italia: si trova all'estremo Nord-Est; è considerata una sottospecie rara.
- Habitat: l'habitat tipico per questa sottospecie sono le paludi e prati umidi.
- Distribuzione altitudinale: sui rilievi queste piante si trovano fino a 50 m s.l.m..

### Altre sottospecie
Oltre alle sottospecie presenti nella flora spontanea italiana e descritte sopra, nella "Centaurea jacea" sono considerate valide le seguenti altre varietà (non presenti sul territorio italiano):

- Centaurea jacea subsp. banatica (Roch.) Hayek, 1918 - Distribuzione: Penisola Balcanica settentrionale
- Centaurea jacea subsp. dracunculifolia  (Dufour) A.Bolòs, 1950 - Distribuzione: Penisola Iberica e Francia
- Centaurea jacea subsp. substituta  (Czerep.) Mikheev, 1999 - Distribuzione: Europa Orientale e Transcaucasia
- Centaurea jacea subsp. timbalii  (Martrin-Donos) Braun-Blanq. & al., 1952 - Distribuzione: Europa mediterranea occidentale (vedi osservazione precedente)
- Centaurea jacea subsp. vinyalsii  (Sennen) O.Bolòs & al., 1986 - Distribuzione: Spagna

### Sinonimi e nomi obsoleti

#### Sinonimi
Questa entità ha avuto nel tempo diverse nomenclature. L'elenco seguente indica alcuni tra i sinonimi più frequenti:
- Centaurea alba Suter (sinonimo della sottospecie gaudinii)
- Centaurea angustifolia Schrank (sinonimo della sottospecie angustifolia)
- Centaurea amara L. (sinonimo della sottospecie weldeniana)
- Centaurea amara L. subsp. amara (sinonimo della sottospecie gaudinii)
- Centaurea amara L. subsp. angustifolia Gremli (sinonimo della sottospecie  angustifolia )
- Centaurea amara L. subsp. bracteata (Scop.) Arcang. (sinonimo della sottospecie  gaudinii )
- Centaurea amara L. subsp. gaudinii (Boiss. & Reut.) Arcang. (sinonimo della sottospecie  gaudinii )
- Centaurea amara L. subsp. timbalii (Martrin-Donos) Braun-Blanq. & al. (sinonimo della sottospecie timbalii)
- Centaurea amara L. subsp. weldeniana (Rchb.) Kušan (sinonimo della sottospecie weldeniana)
- Centaurea amara L. var. amara (sinonimo della sottospecie gaudinii)
- Centaurea amara L. var. angustifolia (sinonimo della sottospecie  angustifolia )
- Centaurea amara L. var. mairei Arènes (sinonimo della sottospecie vinyalsii)
- Centaurea amara L. var. pannonica Hueff. (sinonimo della sottospecie angustifolia)
- Centaurea amara L. f. approximata Rouy (sinonimo della sottospecie timbalii)
- Centaurea amara Rchb. (non L.) (sinonimo della sottospecie gaudinii)
- Centaurea angustifolia Schrank (sinonimo della sottospecie angustifolia)
- Centaurea approximata (Rouy) Rouy (sinonimo della sottospecie timbalii)
- Centaurea banatica Hayek (sinonimo della sottospecie banatica)
- Centaurea bracteata Scop.  (sinonimo della sottospecie gaudinii)
- Centaurea dracunculifolia Dufour (sinonimo della sottospecie dracunculifolia)
- Centaurea duboisii Boreau (sinonimo della sottospecie angustifolia)
- Centaurea forojulensis (Poldini) Poldini  (sinonimo della sottospecie forojulensis)
- Centaurea gaudinii Boiss. & Reuter  (sinonimo della sottospecie gaudinii)
- Centaurea gracilior Reut. ex Nyman (sinonimo della sottospecie gaudinii)
- Centaurea haynaldii  Borbàs  (sinonimo della sottospecie  haynaldii )
- Centaurea haynaldii  Borbàs  subsp. "julica "  (Hayek) Mayer (sinonimo della sottospecie  julica )
- Centaurea haynaldii  Borbàs  var. julica Hayek (sinonimo della sottospecie  julica )
- Centaurea jacea  L.  subsp. "amara" (sinonimo della sottospecie angustifolia)
- Centaurea jacea  L.  subsp. "angustifolia" (Schrank) Gremli var. "pannonica" (Heuff.) Hayek (sinonimo della sottospecie angustifolia)
- Centaurea jacea  L.  subsp. amara (L.) Rouy (sinonimo della sottospecie. gaudinii)
- Centaurea jacea  L.  subsp. "bracteata" (Scop.) Hayek (sinonimo della sottospecie gaudinii)
- Centaurea jacea  L.  subsp. "duboisii" (sinonimo della sottospecie angustifolia)
- Centaurea jacea  L.  subsp. jungens  Gugler
- Centaurea jacea  L.  subsp. lusitanica  Hayek
- Centaurea jacea  L.  subsp. pannonica  (Heuff.) Hayek (sinonimo della sottospecie angustifolia)
- Centaurea jacea  L.  var. jacea
- Centaurea jacea  L.  var. "julica "  Hayek, 1919 (sinonimo della sottospecie julica)
- Centaurea jacea  L.  var. "rocheliana "  Hueff. (sinonimo della sottospecie banatica)
- Centaurea jacea  L.  f. jacea
- Centaurea jacea  L.  f. majuscula  Rouy
- Centaurea jacea  L.  f. scopulicola  Rouy
- Centaurea julica (Hayek) Soest (sinonimo della sottospecie julica)
- Centaurea nana Steud. (sinonimo della sottospecie gaudinii)
- Centaurea pannonica (Heuffel) Simk. (sinonimo della sottospecie angustifolia)
- Centaurea pannonica (Heuffel) Simk. subsp. approximata (sinonimo della sottospecie timbalii)
- Centaurea pannonica (Heuffel) Simk. subsp. pannonica (sinonimo della sottospecie angustifolia)
- Centaurea pannonica (Heuffel) Simk. subsp. substituta (Czerep.) Dostál (sinonimo della sottospecie substituta)
- Centaurea pratensis (Lam.) Salisb.
- Centaurea pygmaea DC. (sinonimo della sottospecie gaudinii)
- Centaurea rocheliana (Heuff.) Dostál (sinonimo della sottospecie banatica)
- Centaurea saxatilis subsp. gaudinii (Boiss. & Reut.) Lovrić (sinonimo della sottospecie gaudinii)
- Centaurea substituta Czerep. (sinonimo della sottospecie substituta)
- Centaurea timbalii Martrin-Donos (sinonimo della sottospecie timbalii)
- Centaurea variabilis H. Lév. (non Bartl., 1825)
- Centaurea vinyalsii Sennen (sinonimo della sottospecie vinyalsii)
- Centaurea vinyalsii Sennen subsp. approximata (Rouy) Dostál (sinonimo della sottospecie timbalii)
- Centaurea vinyalsii Sennen subsp. vinyalsii (sinonimo della sottospecie vinyalsii)
- Centaurea weldeniana  Rchb.  (sinonimo della sottospecie weldeniana)
- Centaurea weldeniana  Rchb.  var. balcanica Hayek (sinonimo della sottospecie weldeniana)
- Centaurea weldeniana  Rchb.  var. weldeniana (sinonimo della sottospecie weldeniana)
- Jacea banatica Soják (sinonimo della sottospecie banatica)
- Jacea bracteata   (Scop.) Sojak (sinonimo della sottospecie gaudinii)
- Jacea gaudinii   (Boiss. & Reut.) Holub (sinonimo della sottospecie gaudinii)
- Jacea haynaldii   (Hayek) Holub (sinonimo della sottospecie  haynaldii )
- Jacea pannonica (Heuff.) Sojàk. (sinonimo della sottospecie angustifolia)
- Jacea pratensis Lam.
- Jacea substituta (Czerep.) Soják (sinonimo della sottospecie substituta)
- Jacea thrinciifolia (Dufour) Holub (sinonimo della sottospecie dracunculifolia)
- Jacea tomentosa
- Jacea weldeniana (Rchb.) Holub (sinonimo della sottospecie weldeniana)

#### Nomi obsoleti
L'elenco seguente indica alcuni nomi della specie di questa voce non ritenuti più validi (tra parentesi il taxon a cui si riferisce attualmente il nome obsoleto):
- Centaurea jacea subsp. debeauxii (Godr. & Gren.) R.C.V.Douin (sinonimo di Centaurea debeauxii Godr. & Gren.)
- Centaurea jacea subsp. decipiens  (Thuill.) (sinonimo di Centaurea decipiens  Thuill.)
- Centaurea jacea subsp. degeniana  (J.Wagner) Hayek (sinonimo di Centaurea degeniana  J.Wagner)
- Centaurea jacea subsp. grandiflora  (Gaudin) Schübl. & G.Martens (sinonimo di Centaurea thuillieri  (Dostál) J.Duvign. & Lambinon)
- Centaurea jacea subsp. microptilon  (Godr.) (sinonimo di Centaurea microptilon  (Godr.) Godr. & Gren.)
- Centaurea jacea subsp. nigra  (L.) Bonnier & Layens (sinonimo di Centaurea nigra  L.)
- Centaurea jacea subsp. nigrescens  (Willd.) Čelak. (sinonimo di Centaurea nigrescens  Willd.)
- Centaurea jacea subsp. oxylepis  (Wimm. & Grab.) Hayek (sinonimo di Centaurea oxylepis  (Wimm. & Grab.) Hayek)
- Centaurea jacea subsp. pratensis  (W.D.J.Koch) Čelak. (sinonimo di Centaurea thuillieri  (Dostál) J.Duvign. & Lambinon)
- Centaurea jacea subsp. razgradiensis  (Velen.) Stoj. & Acht. (sinonimo di Centaurea phrygia subsp. razgradensis  (Velen.) Greuter)
- Centaurea jacea subsp. ropalon  (Pomel) Maire (sinonimo di Centaurea ropalon  Pomel)
- Centaurea jacea subsp. ruscinonensis  (Boiss.) P.Fourn. (sinonimo di Centaurea decipiens subsp. ruscinonensis  (Boiss.) Dostál)
- Centaurea jacea subsp. subjacea  (Beck) Hyl. (sinonimo di Centaurea subjacea  (Beck) Hayek)
- Centaurea jacea subsp. transalpina  (DC.) R.C.V.Douin (sinonimo di Centaurea nigrescens subsp. transalpina  (Schleich. ex DC.) Nyman)
- Centaurea jacea var. illudens  Maire (sinonimo di Centaurea ropalon  Pomel)
- Centaurea jacea var. pratensis  W.D.J.Koch (sinonimo di Centaurea monktonii  C.E.Britton)

### Specie simili
Diverse sono le specie simili a quella di questa voce. La tabella sottostante mette a confronto alcuni caratteri di alcune di queste specie.
| Specie        | Altezza (cm) | Fusto                              | Foglie                                   | Diametro capolino (mm) | Involucro (mm)                                | Appendice delle squame                               | Fiori                        |
| ------------- | ------------ | ---------------------------------- | ---------------------------------------- | ---------------------- | --------------------------------------------- | ---------------------------------------------------- | ---------------------------- |
| C. jacea      | 30 - 110     | Poco ramoso                        | Intere lanceolato-ovate                  | 25 - 45                | 12 – 15, cilindrico                           | Cartilaginea sub-rotonda con bordo denticolato       | Purpurei raggianti           |
| C. nervosa    | 10 - 40      | Semplice con un solo capolino      | Intere lanceolato-acute                  | 40 – 60                | 15 - 20, sferico, ricoperto dalle appendici   | Piumosa di colore ferruginoso                        | Purpurei raggianti           |
| C. nigra      | 30 - 80      | Mediamente ramoso                  | Intere ovato-lanceolate (a volte lobate) | 15 - 30                | 14 – 18, cilindrico                           | Nera con 10-20 ciglia per lato                       | Rosso-purpurei non raggianti |
| C. nigrescens | 30 - 100     | Con abbondanti rami eretto-patenti | Intere lanceolate, raramente lobate      | 25 - 40                | 8 – 11, cilindrico, ricoperto dalle appendici | Nerastra e triangolare con 6-8 brevi frange per lato | Purpurei raggianti           |
| C. phrygia    | 20 - 100     | Ramoso con diversi capolini        | Intere ellittiche                        | 20 – 60                | 15 – 20, sferico, ricoperto dalle appendici   | Bruna con 10-20 ciglia per lato (lunga 10 mm)        | Roseo-purpurei raggianti     |

## Usi

### Farmacia
Secondo la medicina popolare questa piante possiedono le seguenti proprietà medicamentose:
- diuretica (facilita il rilascio dell'urina);
- oftalmica (facilità il flusso del sangue agli occhi e quindi rafforza la resistenza alle infezioni);
- stomachica (agevola la funzione digestiva);
- tonica (rafforza l'organismo in generale).